# Fabienne Larouche
Fabienne Larouche (nascida em 26 de outubro de 1958) é uma roteirista e produtora de televisão canadense. Ela já foi indicada a quatro prêmios Emmy de melhor telenovela pela soap opera 30 vies. Em 1999, Larouche fundou a sua própria produtora, a Aetios Productions inc.

## Filmografia

### Como escritora
- 2011-2016 - 30 vies
- 2010 - Trauma
- 2006 - Un homme mort
- 2002-2003 - Music Hall
- 2000 - Fortier
- 1997 - Paparazzi
- 1996-1997 - Urgence
- 1996-2010 - Virginie
- 1996 - Innocence
- 1995 - Miséricorde
- 1992-1995 - Scoop
- 1988-1989 - Lance et compte

### Como produtora
- 2016 - Ruptures
- 2016 - Blue Moon
- 2012 - Corno, corps et âme (documentário)
- 2012 - Unité 9
- 2012 - Trauma
- 2011 - 30 vies
- 2010 - Route 132
- 2010 - Trauma
- 2008 - Le piège américain
- 2008 - Lucien Rivard (documentário)
- 2006 - Un homme mort
- 2004-2006 - Les Bougon, c'est aussi ça la vie!
- 1996-2010 - Virginie
- 2002-2003 - Music Hall
- 2000-2004 - Fortier